# Гарлейк, Питер Сторр
Питер Сторр Гарлейк (англ. Peter Storr Garlake; 11 января 1934 — 2 декабря 2011 года) — зимбабвийский археолог и искусствовед. В своей работе «Великий Зимбабве» он доказал, что город Великий Зимбабве был построен африканцами, тем самым разрушив поддерживаемый колониальными властями миф о его европейском происхождении. В течение своей карьеры Гарлейк также проводил раскопки в Нигерии и описал наскальные рисунки найденные там в своих книгах.

## Биография
Гарлейк начал свою научную карьеру в 1962 году в Британском институте в Дар-эс-Саламе. Он изучал архитектуру и археологию средневековых городов суахили вдоль побережья Восточной Африки. Исследование было опубликовано в 1966 году под названием «Ранняя исламская архитектура побережья Восточной Африки».
В 1964 году Гарлейк был назначен инспектором памятников Родезии. Он изучил несколько каменных построек, найденных в Родезии. Однако Гарлейк быстро обнаружил, что не может выполнить задание из-за того что Родезийский закон предусматривал, что интерпретации ранних построек страны должны быть «сбалансированными». Гарлейк утверждал, что сооружение имеет африканское происхождение, ему приходилось использовать как можно больше аргументов, чтобы доказать, что их строителями были не португальцы и не финикийцы.
Гарлейк покинул Родезию и переехал в Нигерию в качестве лектора в Университете Ифе, где он завершил свое исследование Большого Зимбабве. В 1973 году он опубликовал книгу «Великий Зимбабве», которая окончательно развенчала колониальный миф и доказала, что Великий Зимбабве был построен африканцами, а не европейцами или финикийцами. Администрация во главе с Яном Смитом хотела поддерживать миф о том, что великие исторические сооружения Родезии были построены белыми. В Нигерии Гарлейк также провел две крупные раскопки, в археологических зонах Войе Асири и Обалара. Он написал два отчета о своих исследованиях для «Западноафриканского журнала археологии» и в них обсуждал материальную культуру классического периода Ифе и поселения йоруба в целом.
Гарлейк был лектором в университете с 1976 по 1981 год. После этого он вернулся в Зимбабве, но был разочарован, когда не получил должность директора Национальных музеев и памятников Зимбабве. С 1984 года работал лектором в Зимбабвийском университете, а в 1992 году получил докторскую степень в Колледже Школы восточных и африканских исследований Лондонского университета. В конце 80-х годов XX века рукописи по археологии Зимбабве были утрачены во время пожара, после чего занялся изучением наскальных рисунков. В 1995 году он опубликовал книгу «Видение охотника». Последней книгой Гарлейка стала книга «Раннее искусство и архитектура Африки», опубликованная в 1992 году.
Гарлейк умер в 2011 году. Панихиды по нему не было, и ему устроили так называемое естественное захоронение.